# Лопата Євгенія Валеріївна
Євгенія Валеріївна Лопата (Evgenia Walerijiwna Lopata; нар. 1 листопада 1994, Чернівці, Україна) — українська культурна менеджерка та перекладачка, з 2013 року директорка Міжнародного поетичного фестивалю Meridian Czernowitz, відповідальна редакторка видавництва Meridian Czernowitz, менеджерка культурних проєктів в Європі та Україні. У 2021 році увійшла до рейтингу найуспішніших українців «30 до 30» Forbes Україна.

## Освіта
Євгенія Лопата народилася у Чернівцях в родині філологів (батько — германіст, мати — україністка). З 2001 по 2012 роки навчалась у Чернівецькій гімназії №1 з профільним вивченням німецької мови, яку закінчила із відзнакою.
Після закінчення гімназії вступила до Чернівецького національного університету імені Юрія Федьковича на два факультети — іноземних мов (спеціальність — німецька мова та література) та на економічний факультет (спеціальність — економічна теорія, менеджмент та адміністрування). Бакалаврат та магістратуру закінчила 2018 року.
У 2014, 2015 та 2017 роках навчалася на бакалавраті та магістратурі в Ґрацькому університеті ім. Карла і Франца в Австрії на економічному факультеті, спеціальність — менеджмент та міжнародний бізнес. Фокусний спектр дослідження – міжкультурна компетенція. У 2019 році Євгенія Лопата навчалася в Гумбольдтському університеті Берліна, де вивчала культурологію.
Членкиня спільноти Aspen Institute Kyiv.

## Кар'єра
З 2013 року Євгенія Лопата очолює Міжнародний поетичний фестиваль Meridian Czernowitz, який щорічно відбувається у м.Чернівці на початку вересня.
Партнер проєкту «Lyrikline» (м. Берлін) в Україні, всесвітньої мережі збору поетичних текстів.
Кураторка літературної програми Національного стенда України на Франкфуртському книжковому ярмарку в 2016 році.
Учасниця міжнародних літературних фестивалів та всеєвропейських зустрічей директорів європейських фестивалів. 
З 2014 року головна редакторка видавництва Meridian Czernowitz, займалася виданнями таких авторів як Сергій Жадан, Юрій Андрухович, Таня Малярчук, Юрій Іздрик, Ірена Карпа, Андрій Любка, Тарас Прохасько, Ірина Цілик, Артем Чех, Володимир Рафєєнко, Катерина Калитко та ін.
З 2015 року експертка фундації “Schwarzkopf Stiftung” (м. Берлін) з питань співробітництва з Україною, член журі конкурсу премії Schwarzkopf-Europa-Preis.
Впродовж 2019 року працювала у Бундестазі Федеративної Республіки Німеччина, тематика — транспорт та інформаційна інфраструктура.
У січні—лютому 2020 року обіймала посаду помічниці голови Чернівецької ОДА.
Євгенія Лопата вільно володіє німецькою та англійською мовами.
Євгенія Лопата — ініціаторка та кураторка проекту «Літературні дні Пауля Целана 2020» в Україні та Німеччині за підтримки Німецького федерального культурного фонду (Kulturstiftung des Bundes), проєкт присвячений одному із найвидатніших післявоєнних поетів XX століття — німецькомовному поету єврейського походення з Чернівців Паулю Целану.
Від початку 2022 року активно працює над підтримкою українського культурного продукту на півдні України, організовуючи культурні події в Одесі, Миколаєві, Херсоні та Запоріжжі, паралельно із проведенням проектів культурної дипломатії у Європі на підтримку іміджу України.

## Нагороди
- Премія «Молода європейка року» від німецької фундації “Schwarzkopf Stiftung” (м. Берлін) за вагомий внесок у розвиток культурного партнерства України з країнами ЄС (2015)
- Стипендія Кабінету Міністрів України (під час навчання у Чернівецькому національному університеті, 2015—2016)
- Відзнака ім. Антона Кохановського в номінації «Молодіжна ініціатива року» за проект «Літературні дні Пауля Целана» (2020)
- Орден «За заслуги перед Федеративною Республікою Німеччина» від президента Німеччини Франка-Вальтера Штайнмара (2021)
- Медаль «На славу Чернівців» (2021)
- Місце в рейтингу «30 до 30» Forbes Україна (2021)

## Публікації

##### Переклад
- Педро Ленц. Мій друг машиніст крана: Поезії (переклад з німецької Сергія Жадана і Євгенії Лопати) – Чернівці: Meridian Czernowitz 2018 ISBN 978-966-97679-6-7

##### Упорядниця і кураторка видань
- Антологія європейських оповідань «Прибуття» – Чернівці : Видавець Померанцев Святослав, 2023. – 200 с. ISBN 978-617-8024-49-9
- «Воєнний стан». Передмова Валерія Залужного.  – Чернівці : Видавець Померанцев Святослав на замовлення Міжнародної літературної корпорації Meridian Czernowitz, 2023. – 368 с.  ISBN 978-617-8024-39-0
- State of War: Anthology / Introduction by Valeriy Zaluzhny. – Chernivtsi: Publisher Svyatoslav Pomerantsev, 2023. – 256 p. ISBN 978-617-8024-41-3
- Антологія сучасної німецькомовної поезії зі Швейцарії в українських та російських перекладах / Передмова Ільми Ракузи. – Чернівці : Видавець Померанцев Святослав на замовлення Міжнародної літературної корпорації Meridian Czernowitz, 2021. – 384 с. ISBN 978-617-8024-13-0
- Німецько-українська антологія «Пауль Целан 100» / Передмова Євгенії Лопати. – Чернівці : Видавець Померанцев Святослав на замовлення Міжнародної літературної корпорації Meridian Czernowitz, 2021. – 392 с.   ISBN 978-617-8024-03-1